# Lex Scantinia
La Lex Scantinia (parfois Scatinia) est une ancienne loi romaine dont la date (IIIe siècle av. J.-C. ?) et l'auteur sont inconnus. Elle pénalisait un crime sexuel (stuprum) contre un mineur de sexe masculin né libre (ingenuus ou praetextatus). La loi aurait pu également avoir été utilisée pour poursuivre des citoyens de sexe masculin adultes qui ont volontairement joué un rôle passif en ayant des relations sexuelles avec d'autres hommes. Elle visait ainsi à protéger le corps du citoyen contre les abus sexuels (stuprum), mais n'interdisait pas les comportements homosexuels en tant que tels, tant que le partenaire passif n'était pas un citoyen libre. L'utilisation principale de la Lex Scantinia semble avoir été de harceler les opposants politiques dont le mode de vie les a ouverts à la critique en tant que passifs ou pédérastes à la manière hellénistique.
La loi a peut-être fait du stuprum contre un mineur un crime capital, mais cela n'est pas clair : une amende importante pourrait avoir été imposée à la place, car les exécutions de citoyens romains étaient rarement imposées par un tribunal pendant la République. L'amalgame de la Lex Scantinia avec de futures ou autres restrictions sur les comportements sexuels a parfois conduit à des affirmations erronées selon lesquelles les Romains avaient des lois et des sanctions strictes contre l'homosexualité en général.

## Historique
Une loi romaine (lex, pluriel leges) était généralement nommée d'après le fonctionnaire qui l'avait proposée, et jamais d'après un accusé. En 227 ou 226 av. J.-C., Gaius Scantinius Capitolinus fut jugé pour avoir agressé sexuellement le fils de Marcus Claudius Marcellus ; une certaine ironie serait présente à la Lex Scantinia s'il en avait été l'auteur. Il se peut qu'un parent de Scantinius Capitolinus ait proposé la loi dans une démonstration de probité pour dissocier le nom de famille du crime. La loi a également été datée de 216 av. J.-C., quand un Publius Scantinius était pontifex, ou 149 av. J.-C.. La première mention directe de cela se produit en 50 av. J.-C., dans la correspondance de Cicéron, et il n'apparaît pas du tout dans le Digest.

## Contexte

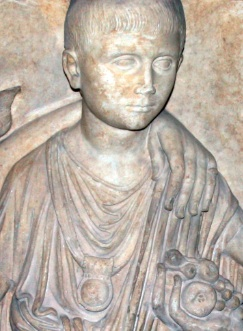
Garçon romain portant une bulla, ce qui le marquait comme interdit sexuellement

Le latin n'a pas de mots qui soient directement équivalents à "homosexuel" et "hétérosexuel". La principale dichotomie au sein de la sexualité romaine était actif/dominant et passif/soumis. Le citoyen adulte de sexe masculin était défini par sa libertas, « liberté », et permettre à d'autres d'utiliser son corps pour avoir du plaisir était considéré comme servile ou soumis et une menace pour son intégrité. La masculinité d'un Romain n'était pas compromise par ses relations sexuelles avec des hommes de statut inférieur, tels que des prostitués ou des esclaves, tant qu'il jouait un rôle actif et pénétrant. Les relations homosexuelles entre hommes romains différaient ainsi de l'idéal grec de l'homosexualité entre hommes nés libres de statut social égal, mais généralement avec une certaine différence d'âge (voir Homosexualité dans l'Antiquité § « Grèce antique » et Pédérastie). On pensait que l'homme romain adulte qui aimait recevoir des relations sexuelles anales ou des relations sexuelles orales manquait de virtus, la qualité qui distinguait un homme (vir).
L'amulette protectrice (bulla) portée par les garçons romains nés libres était un signe visible qu'ils étaient sexuellement interdits. La puberté était considérée comme une étape de transition dangereuse dans la formation de l'identité masculine. Lorsqu'un garçon devenait majeur, il retirait sa bulle, l'offrait aux dieux de la maison et devenait sexuellement actif sous le patronage de Liber, le dieu de la liberté politique et sexuelle. Les relations sexuelles entre hommes chez les Romains impliquait un citoyen de sexe masculin adulte et un jeune qui était généralement un esclave âgé de 12 à 20 ans.

## La loi
Comme l'a noté John Boswell, « s'il y avait une loi contre les relations homosexuelles, personne à l'époque de Cicéron n'en savait rien ». Bien que la Lex Scantinia soit mentionnée dans plusieurs sources anciennes, ses conditions ne sont pas claires. Elle pénalisait la débauche (stuprum) d'un jeune, mais pouvait aussi permettre la poursuite de citoyens ayant choisi de jouer le rôle pathétique ("passif" ou "soumis") dans les relations homosexuelles. Suétone mentionne la loi dans le contexte de punitions pour ceux qui sont « impudiques », ce qui, pour les citoyens masculins, implique souvent un comportement pathétique ; Ausonius a une épigramme dans laquelle un semivir, "demi-homme", craint la Lex Scantinia.
Il a parfois été avancé que la Lex Scantinia concernait principalement le viol de jeunes nés libres  mais l'étroitesse de cette interprétation a été mise en doute. La loi a peut-être codifié les sanctions traditionnelles contre le stuprum impliquant des hommes, en tant que précurseur de la Lex Julia de adultériis coercendis qui criminalisait l'adultère impliquant des femmes. Le poète chrétien primitif Prudentius fait une blague cinglante selon laquelle si Jupiter avait été soumis au droit romain, il aurait pu être condamné à la fois en vertu des lois julienne et scantinienne.
Seuls les jeunes issus de familles nées libres étaient protégés par la loi ; enfants nés ou vendus en esclavage, ou ceux qui sont tombés en esclavage par conquête militaire, ont été soumis à la prostitution ou à l'utilisation sexuelle par leurs maîtres. Les prostitués et les artistes masculins, même s'ils étaient techniquement "gratuits", étaient considérés comme des infames, sans statut social, et étaient également exclus des protections accordées au corps citoyen. Bien que les esclaves masculins aient parfois obtenu la liberté en reconnaissance d'une relation sexuelle privilégiée avec leur maître, ils seraient restés légalement esclaves dans certains cas de vraie affection, car sous la Lex Scantinia, le couple aurait pu être poursuivi s'ils étaient tous deux des citoyens libres.

## Poursuites
La rareté avec laquelle la Lex Scantinia est invoquée dans les sources littéraires suggère que les poursuites à l' époque républicaine visaient à harceler les opposants politiques, tandis que celles du règne de Domitien se sont déroulées dans un climat général de crise politique et morale.
Deux lettres écrites à Cicéron par Caelius  indiquent que la loi a été utilisée comme une « arme politique » ; la Rome antique n'avait pas de procureurs publics, et des accusations pouvaient être déposées et poursuivies par tout citoyen ayant l'expertise juridique pour le faire. L'abus des tribunaux a été freiné dans une certaine mesure par la menace de calumnia, une accusation de poursuites malveillantes, mais les accusations en représailles motivées par la politique ou l'inimitié personnelle, comme Caelius le précise dans ce cas, n'étaient pas rares. En 50 av. J.-C., Caelius était engagé dans une querelle avec Appius Claudius Pulcher, le consul de 54 av. J.-C. et un censeur actuel. A. Claudius Pulcher avait refusé de prêter de l'argent à Caelius et avait également eu une histoire d'amour désastreuse avec la sœur de Caelius. Le mandat d'A. Claudius Pulcher en tant que censeur était un « règne de terreur » moral qui a dépouillé plusieurs sénateurs et cavaliers de leur rang ; une fois pendant l'automne de cette année il a inculpé  Caelius, un curule aedile, sous le Lex Scantinia. Caelius était heureux de répondre de la même façon. Les deux affaires ont été présidées par le préteur Marcus Livius Drusus Claudianus — ironiquement, selon Caelius, puisque Drusus lui-même était « un délinquant notoire »  — et n'ont manifestement abouti à rien. "Peu de gens", a observé Eva Cantarella, "étaient complètement à l'abri de tout soupçon dans ce domaine." 
Bien que la loi soit restée dans les livres, elle avait été largement ignorée  jusqu'à ce que Domitien commence à l'appliquer dans le cadre de son vaste programme de réforme judiciaire. La répression sur la moralité publique comprenait des infractions sexuelles telles que l'adultère et les relations sexuelles illicites (incestum) avec une vestale, et plusieurs hommes de l'ordre sénatorial et équestre ont été condamnés en vertu de la Lex Scantinia.
Quintilien fait référence à une amende de 10 000 sesterces pour avoir commis un stuprum avec un mâle né libre, parfois interprété comme faisant référence à la Lex Scantinia, bien que la loi ne soit pas nommée dans le passage.

## Voir également
- Homosexualité dans l'Antiquité